# Tomás González (baloncestista)
Tomás González Moreno, (nacido el 30 de mayo de 1971 en Albacete, Castilla-La Mancha) es un exjugador de baloncesto español. Con 2.06 de estatura, su puesto natural en la cancha era el de pívot.

## Trayectoria
- Categorías inferiores CABA Albacete y Real Madrid.
- Real Madrid (1989-1992)
- Club Ourense Baloncesto (1992-1993)
- Club Baloncesto Ciudad de Huelva (1993-1994)
- Pryca Albacete (1994-1995)
- Cáceres Club Baloncesto (1995-1996)
- Club Bàsquet Girona (1996-1998)
- U.D. Oliveirense (1998-1999)
- C. Atlético Queluz (1999-2000)
- Albacete (2001-2002)